# Creasta occipitală internă
Creasta occipitală internă (Crista occipitalis interna) este o proeminență liniară ce se află pe fața endocraniană a solzului osului occipital  și care coboară vertical de la protuberanța occipitală internă spre marginea posterioară a găurii occipitale. Pe ea se prinde coasa cerebelului (Falx cerebelli), o prelungire a durei mater craniene. Ocazional pe cresta occipitală internă se află șanțul sinusului occipital (Sulcus sinus occipitalis) în care se află sinusul occipital (Sinus occipitalis) al durei mater. Uneori la capătul inferior al crestei occipitale interne se află o fosă mică – fosa vermiană, în care se află o parte a vermisului cerebelos inferior. 